# Margarete Sophie von Österreich

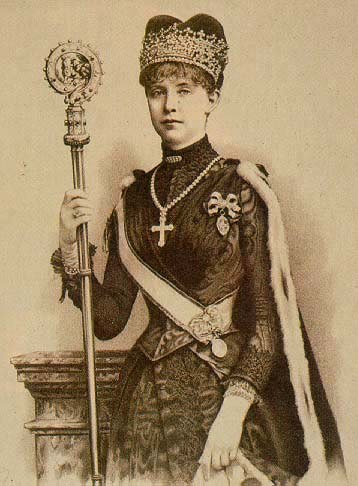
Margarete Sophie als Äbtissin des Adeligen Damenstifts in Prag

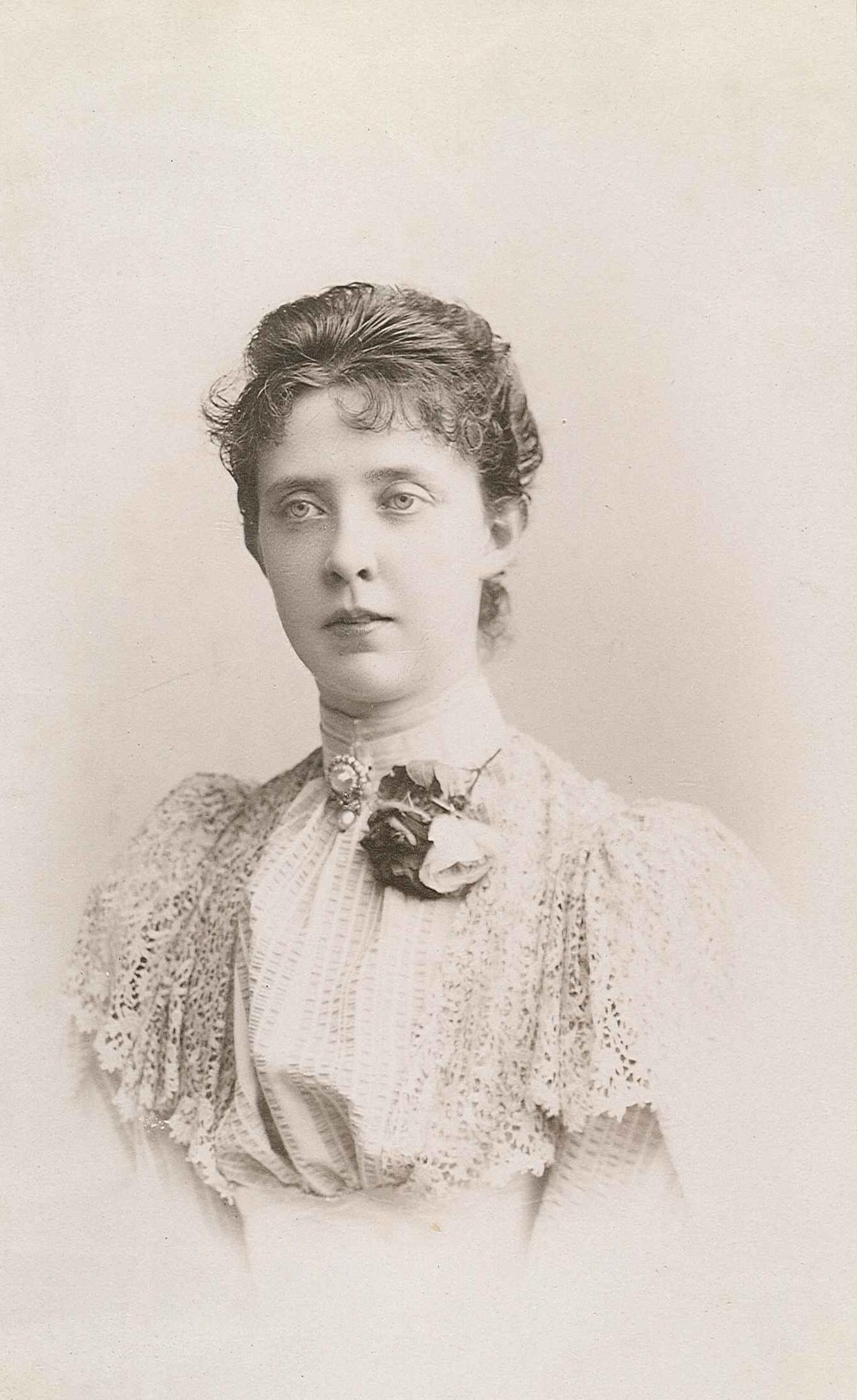
Herzogin Margarete Sophie von Württemberg

Margarete Sophie Marie Annunciata Theresia Caroline Luise Josephine Johanna (* 13. Mai 1870 in Artstetten, Österreich; † 24. August 1902 in Gmunden am Traunsee) aus dem Haus Habsburg-Lothringen war eine geborene Erzherzogin und durch Heirat Kronprinzessin von Württemberg.

## Leben
Margarete Sophie (benannt nach der ersten, früh verstorbenen Frau ihres Vaters, Prinzessin Margarete von Sachsen und ihrer Großmutter Erzherzogin Sophie, geborene Prinzessin von Bayern) war die einzige Tochter von Erzherzog Karl Ludwig von Österreich und seiner zweiten Gemahlin Prinzessin Maria Annunziata von Neapel-Sizilien aus dem Haus Bourbon. Margarethe war die jüngere Schwester des späteren Thronfolgers Erzherzog Franz Ferdinand von Österreich-Este. Kurz vor ihrem ersten Geburtstag starb ihre Mutter, woraufhin ihr Vater bald ein drittes Mal heiratete. Prinzessin Marie Therese von Braganza, die dritte Gemahlin ihres Vaters, sollte ihr und den drei Brüdern Franz Ferdinand, Otto und Ferdinand eine liebevolle Stiefmutter werden.
Am 24. Jänner 1893 heiratete die Erzherzogin, die vom 23. Mai 1886 bis 15. Jänner 1893 Äbtissin des Adeligen Damenstifts am Prager Hradschin gewesen war, in Wien Herzog Albrecht von Württemberg, Sohn von Herzog Philipp von Württemberg und Erzherzogin Marie Therese von Österreich. Aus der Ehe gingen sieben Kinder hervor, von denen eines im Säuglingsalter starb.
Margarete Sophie starb mit 32 Jahren in Gmunden und wurde in der württembergischen Familiengruft des Schlosses Ludwigsburg beigesetzt. Der Gatte Herzog Albrecht ging keine weitere Ehe ein. Nach der Erbauung einer Gruft an der Schloss- und Pfarrkirche St. Michael in Altshausen im Jahr 1927 wurde der Sarg dorthin überführt.

## Nachkommen
- Philipp Albrecht (* 14. November 1893; † 15. April 1975)
- Albrecht Eugen (* 8. Januar 1895; † 24. Juni 1954)
- Carl Alexander (* 12. März 1896; † 27. Dezember 1964)
- Maria Amalia (* 15. August 1897; † 13. August 1923)
- Maria Theresa (* 16. August 1898; † 26. März 1928)
- Maria Elisabeth von Württemberg (* 12. September 1899; † 15. April 1900)
- Margarethe Maria (* 4. Januar 1902; † 22. April 1945)

## Vorfahren
| Ahnentafel Margarete Sophie von Österreich | Ahnentafel Margarete Sophie von Österreich                                                     | Ahnentafel Margarete Sophie von Österreich                                                     | Ahnentafel Margarete Sophie von Österreich                                                               | Ahnentafel Margarete Sophie von Österreich                                                         | Ahnentafel Margarete Sophie von Österreich                                                     | Ahnentafel Margarete Sophie von Österreich                                                     | Ahnentafel Margarete Sophie von Österreich                                                           | Ahnentafel Margarete Sophie von Österreich                                                           |
| ------------------------------------------ | ---------------------------------------------------------------------------------------------- | ---------------------------------------------------------------------------------------------- | --- | -------------------------------------------------------------------------------------------------- | ---------------------------------------------------------------------------------------------- | ---------------------------------------------------------------------------------------------- | --- | --- |
| Ururgroßeltern                             | Kaiser Leopold II. (1747–1792) ⚭ 1765 Maria Ludovica von Spanien (1745–1792)                   | König Ferdinand I. (1751–1825) ⚭ 1768 Maria Karolina von Österreich (1752–1814)                | Friedrich Michael von Pfalz-Birkenfeld (1724–1767) ⚭ 1746 Maria Franziska von Pfalz-Sulzbach (1724–1794) | Karl Ludwig von Baden (1755–1801) ⚭ 1774 Amalie von Hessen-Darmstadt (1754–1832)                   | König Ferdinand I. (1751–1825) ⚭ 1768 Maria Karolina von Österreich (1752–1814)                | König Karl IV. von Spanien (1748–1819) ⚭ 1765 Maria Luise von Bourbon-Parma (1751–1819)        | Kaiser Leopold II. (1747–1792) ⚭ 1765 Maria Ludovica von Spanien (1745–1792)                         | Fürst Friedrich Wilhelm von Nassau-Weilburg (1768–1816) ⚭ 1788 Luise von Sayn-Hachenburg (1772–1827) |
| Urgroßeltern                               | Kaiser Franz II. (1768–1835) ⚭ 1790 Maria Theresia von Neapel-Sizilien (1772–1807)             | Kaiser Franz II. (1768–1835) ⚭ 1790 Maria Theresia von Neapel-Sizilien (1772–1807)             | König Maximilian I. Joseph (1756–1825) ⚭ 1797 Karoline Friederike Wilhelmine von Baden (1776–1841)       | König Maximilian I. Joseph (1756–1825) ⚭ 1797 Karoline Friederike Wilhelmine von Baden (1776–1841) | König Franz I. (1777–1830) ⚭ 1802 Maria Isabel von Spanien (1789–1848)                         | König Franz I. (1777–1830) ⚭ 1802 Maria Isabel von Spanien (1789–1848)                         | Karl von Österreich-Teschen (1771–1847) ⚭ 1815 Henriette Alexandrine von Nassau-Weilburg (1797–1829) | Karl von Österreich-Teschen (1771–1847) ⚭ 1815 Henriette Alexandrine von Nassau-Weilburg (1797–1829) |
| Großeltern                                 | Franz Karl von Österreich (1802–1878) ⚭ 1824 Sophie Friederike von Bayern (1805–1872)          | Franz Karl von Österreich (1802–1878) ⚭ 1824 Sophie Friederike von Bayern (1805–1872)          | Franz Karl von Österreich (1802–1878) ⚭ 1824 Sophie Friederike von Bayern (1805–1872)                    | Franz Karl von Österreich (1802–1878) ⚭ 1824 Sophie Friederike von Bayern (1805–1872)              | König Ferdinand II. (1810–1859) ⚭ 1837 Maria Theresia von Österreich (1816–1867)               | König Ferdinand II. (1810–1859) ⚭ 1837 Maria Theresia von Österreich (1816–1867)               | König Ferdinand II. (1810–1859) ⚭ 1837 Maria Theresia von Österreich (1816–1867)                     | König Ferdinand II. (1810–1859) ⚭ 1837 Maria Theresia von Österreich (1816–1867)                     |
| Eltern                                     | Karl Ludwig von Österreich (1833–1896) ⚭ 1862 Maria Annunziata von Neapel-Sizilien (1843–1871) | Karl Ludwig von Österreich (1833–1896) ⚭ 1862 Maria Annunziata von Neapel-Sizilien (1843–1871) | Karl Ludwig von Österreich (1833–1896) ⚭ 1862 Maria Annunziata von Neapel-Sizilien (1843–1871)           | Karl Ludwig von Österreich (1833–1896) ⚭ 1862 Maria Annunziata von Neapel-Sizilien (1843–1871)     | Karl Ludwig von Österreich (1833–1896) ⚭ 1862 Maria Annunziata von Neapel-Sizilien (1843–1871) | Karl Ludwig von Österreich (1833–1896) ⚭ 1862 Maria Annunziata von Neapel-Sizilien (1843–1871) | Karl Ludwig von Österreich (1833–1896) ⚭ 1862 Maria Annunziata von Neapel-Sizilien (1843–1871)       | Karl Ludwig von Österreich (1833–1896) ⚭ 1862 Maria Annunziata von Neapel-Sizilien (1843–1871)       |
| Margarete Sophie von Österreich            |                                                                                                |                                                                                                | | |                                                                                                |                                                                                                | | |